# Giải bóng đá Ngoại hạng Nga
Giải bóng đá Ngoại hạng Nga (Russian Premier League – RPL; tiếng Nga: Российская премьер-лига; РПЛ) (Russian Premier Liga) là giải đấu ở hạng cao nhất của bóng đá Nga. Giải được thành lập vào năm 2001 với tên Russian Football Premier League (RFPL; tiếng Nga: Российская футбольная премьер-лига; РФПЛ) và được đổi tên như hiện tại vào năm 2018. Từ năm 1992 đến năm 2001, cấp cao nhất của hệ thống giải bóng đá Nga là Russian Football Championship (tiếng Nga: Чемпионат России по футболу, Chempionat Rossii po Futbolu). Có 16 câu lạc bộ tham dự giải đấu. Ba đội đứng đầu mỗi mùa giải sẽ giành suất tham dự UEFA Champions League và hai đội đứng ở vị trí thứ 4, 5 sẽ dự UEFA Europa League. Hai đội đứng cuối bảng sẽ phải xuống chơi ở giải bóng đá quốc gia Nga (Russian National Football League).
Giải ngoại hạng Nga kế tục Top Division, giải đấu do Liên đoàn bóng đá chuyên nghiệp Nga điều hành. Việc ra đời Giải ngoại hạng được cho là đem đến cho các câu lạc bộ mức độ độc lập lớn hơn. Giải đấu hiện tại mang tên Tinkoff Russian Premier League (tiếng Nga: Тинькофф Российская Премьер-Лига) vì lý do nhà tài trợ.
Kể từ mùa giải đầu tiên năm 2002, Zenit Saint Petersburg (9 lần), CSKA Moskva (6 lần), Lokomotiv Moscow (3 lần), Rubin Kazan (2 lần) và Spartak Moskva (1 lần) là những đội đã giành được chức vô địch. Zenit Saint Petersburg hiện đang là đội đương kim vô địch của giải đấu.

## Lịch sử
Sau khi Liên Xô tan rã, bắt đầu từ năm 1992, các nước cộng hòa thuộc Liên Xô cũ đã tổ chức giải vô địch quốc gia độc lập. Tại Nga, 6 câu lạc bộ từng chơi ở giải bóng đá Ngoại hạng Liên Xô năm 1991 (CSKA Moskva, Spartak Moskva, Torpedo Moscow, Dynamo Moscow, Spartak Vladikavkaz và Lokomotiv Moscow) cùng 14 đội từ các hạng đấu thấp hơn hợp lại thi đấu giải Russian Top Division. Giải này chia các đội thành hai bảng đấu để giảm thiểu tổng số trận đấu. Số lượng các đội thi đấu tại Top Division đã giảm dần xuống còn 18 vào năm 1993 và 16 vào năm 1994. Kể từ đó, Russian Top Division (và Russian Premier League từ năm 2002) có 16 đội thi đấu, ngoại trừ hai mùa 1996 và 1997 có thêm 2 đội để thử nghiệm.
Spartak Moskva là đội thi đấu thành công nhất khi giành 9 chức vô địch trong 10 mùa đầu tiên. Spartak-Alania Vladikavkaz là đội duy nhất phá vỡ sự thống trị của Spartak khi vô địch vào năm 1995.
Năm 2007, Zenit St. Petersburg lần đầu tiên giành được danh hiệu vô địch quốc gia Nga; họ cũng từng vô địch Liên Xô vào năm 1984. Năm 2008 chứng kiến sự trỗi dậy của Rubin Kazan, một câu lạc bộ hoàn toàn mới đối với giải đấu hàng đầu nước Nga, vì họ chưa bao giờ thi đấu ở giải bóng đá Ngoại hạng Liên Xô (Soviet Top League).
Trước khi bước vào mùa giải 2018–19, biểu trưng mới của giải đấu được ra mắt.

## Xếp hạng của UEFA
Bảng xếp hạng giải đấu của UEFA tại thời điểm mùa giải 2018–19 kết thúc:
1. La Liga
2. English Premier League
3. Serie A
4. Bundesliga
5. Ligue 1
6. Russian Premier League
7. Primeira Liga
8. Belgian Pro League
9. Ukrainian Premier League
10. Süper Lig

Nga hiện đang đứng thứ 6 trong bảng xếp hạng hệ số UEFA. Các câu lạc bộ Nga có thành tích tốt nhất ở châu Âu tính đến tháng 12 năm 2020:
| #   | Câu lạc bộ             | Điểm   |
| --- | ---------------------- | ------ |
| 27  | Zenit Saint Petersburg | 50.000 |
| 35  | CSKA Moscow            | 40.000 |
| 44  | Krasnodar              | 34.500 |
| 51  | Lokomotiv Moscow       | 31.000 |
| 79  | Spartak Moscow         | 18.500 |
| 106 | Rostov                 | 14.000 |
| 146 | Dynamo Moscow          | 1.500  |
| 147 | Ufa                    | 1.500  |
| 148 | Rubin Kazan            | 2.500  |

## Các nhà vô địch

### Danh sách các nhà vô địch (1992–nay)

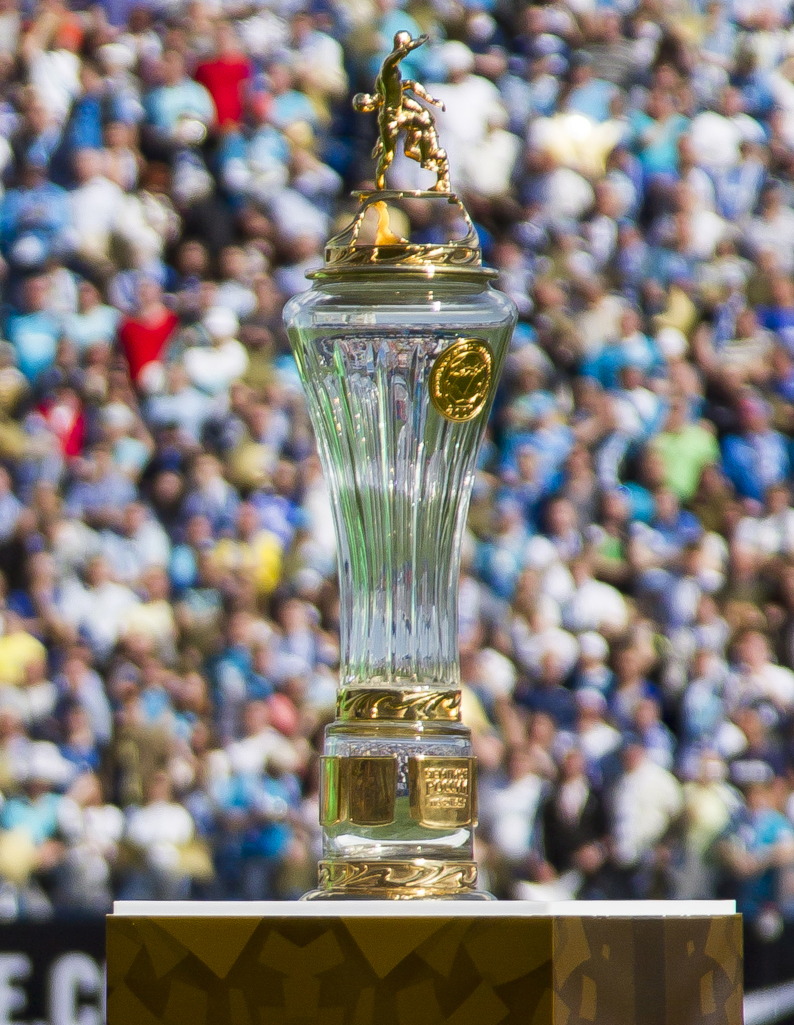
Chiếc cúp dành cho nhà vô địch (2015—2019)

| Mùa giải | Vô địch                     | Á quân                     | Hạng ba                    |
| -------- | --------------------------- | -------------------------- | -------------------------- |
| 1992     | Spartak Moscow              | Spartak Vladikavkaz        | Dynamo Moscow              |
| 1993     | Spartak Moscow (2)          | Rotor Volgograd            | Dynamo Moscow (2)          |
| 1994     | Spartak Moscow (3)          | Dynamo Moscow              | Lokomotiv Moscow           |
| 1995     | Spartak-Alania Vladikavkaz  | Lokomotiv Moscow           | Spartak Moscow             |
| 1996     | Spartak Moscow (4)          | Alania Vladikavkaz (2)     | Rotor Volgograd            |
| 1997     | Spartak Moscow (5)          | Rotor Volgograd (2)        | Dynamo Moscow (3)          |
| 1998     | Spartak Moscow (6)          | CSKA Moscow                | Lokomotiv Moscow (2)       |
| 1999     | Spartak Moscow (7)          | Lokomotiv Moscow (2)       | CSKA Moscow                |
| 2000     | Spartak Moscow (8)          | Lokomotiv Moscow (3)       | Torpedo Moscow             |
| 2001     | Spartak Moscow (9)          | Lokomotiv Moscow (4)       | Zenit Saint Petersburg     |
| 2002     | Lokomotiv Moscow            | CSKA Moscow (2)            | Spartak Moscow (2)         |
| 2003     | CSKA Moscow                 | Zenit Saint Petersburg     | Rubin Kazan                |
| 2004     | Lokomotiv Moscow (2)        | CSKA Moscow (2)            | Krylia Sovetov Samara      |
| 2005     | CSKA Moscow (2)             | Spartak Moscow             | Lokomotiv Moscow (3)       |
| 2006     | CSKA Moscow (3)             | Spartak Moscow (2)         | Lokomotiv Moscow (4)       |
| 2007     | Zenit Saint Petersburg      | Spartak Moscow (3)         | CSKA Moscow (2)            |
| 2008     | Rubin Kazan                 | CSKA Moscow (4)            | Dynamo Moscow (4)          |
| 2009     | Rubin Kazan (2)             | Spartak Moscow (4)         | Zenit Saint Petersburg (2) |
| 2010     | Zenit Saint Petersburg (2)  | CSKA Moscow (5)            | Rubin Kazan (2)            |
| 2011–12  | Zenit Saint Petersburg (3)  | Spartak Moscow (5)         | CSKA Moscow (3)            |
| 2012–13  | CSKA Moscow (4)             | Zenit Saint Petersburg (2) | Anzhi Makhachkala          |
| 2013–14  | CSKA Moscow (5)             | Zenit Saint Petersburg (3) | Lokomotiv Moscow (5)       |
| 2014–15  | Zenit Saint Petersburg (4)  | CSKA Moscow (6)            | Krasnodar                  |
| 2015–16  | CSKA Moscow (6)             | Rostov                     | Zenit Saint Petersburg (3) |
| 2016–17  | Spartak Moscow (10)         | CSKA Moscow (7)            | Zenit Saint Petersburg (4) |
| 2017–18  | Lokomotiv Moscow (3)        | CSKA Moscow (8)            | Spartak Moscow (3)         |
| 2018–19  | Zenit Saint Petersburg (5)  | Lokomotiv Moscow (5)       | Krasnodar (2)              |
| 2019–20  | Zenit Saint Petersburg (6)  | Lokomotiv Moscow (6)       | Krasnodar (3)              |
| 2020–21  | Zenit Saint Petersburg (7)  | Spartak Moscow (6)         | Lokomotiv Moscow (6)       |
| 2021-22  | Zenit Saint Petersburg (8)  | Sochi                      | Dynano Moscow (5)          |
| 2022-23  | Zenit Saint Petersburg (9)  | CSKA Moscow (9)            | Spartak Moscow (4)         |
| 2023–24  | Zenit Saint Petersburg (10) | Krasnodar (1)              | Dynamo Moscow (6)          |

### Thống kê theo câu lạc bộ
| Câu lạc bộ             | Vô địch | Á quân | Hạng ba | Năm vô địch                                                                        |
| ---------------------- | ------- | ------ | ------- | ---------------------------------------------------------------------------------- |
| Spartak Moscow         | 10      | 6      | 4       | 1992, 1993, 1994, 1996, 1997, 1998, 1999, 2000, 2001, 2016–17                      |
| Zenit Saint Petersburg | 10      | 3      | 4       | 2007, 2010, 2011–12, 2014–15, 2018–19, 2019–20, 2020–21, 2021–22, 2022–23, 2023–24 |
| CSKA Moscow            | 6       | 9      | 3       | 2003, 2005, 2006, 2012–13, 2013–14, 2015–16                                        |
| Lokomotiv Moscow       | 3       | 6      | 6       | 2002, 2004, 2017–18                                                                |
| Rubin Kazan            | 2       | 0      | 2       | 2008, 2009                                                                         |
| Spartak Vladikavkaz    | 1       | 2      | 0       | 1995                                                                               |
| Rotor Volgograd        | 0       | 2      | 1       |                                                                                    |
| Dynamo Moscow          | 0       | 1      | 6       |                                                                                    |
| Rostov                 | 0       | 1      | 0       |                                                                                    |
| Sochi                  | 0       | 1      | 0       |                                                                                    |
| Krasnodar              | 0       | 1      | 3       |                                                                                    |
| Torpedo Moscow         | 0       | 0      | 1       |                                                                                    |
| Krylia Sovetov Samara  | 0       | 0      | 1       |                                                                                    |
| Anzhi Makhachkala      | 0       | 0      | 1       |                                                                                    |

## Các câu lạc bộ hiện tại
Các đội bóng tham dự Russian Premier League mùa giải 2021–22
| Câu lạc bộ            | Thành phố       | Sân vận động                            | Sức chứa |
| --------------------- | --------------- | --------------------------------------- | -------- |
| Akhmat Grozny         | Grozny          | Akhmat-Arena                            | 30,597   |
| Arsenal Tula          | Tula            | Arsenal Stadium                         | 20,048   |
| CSKA Moscow           | Moscow          | VEB Arena                               | 30,457   |
| Dynamo Moscow         | Moscow          | VTB Arena                               | 26,700   |
| Khimki                | Khimki, Moskva  | Arena Khimki                            | 18,636   |
| Krasnodar             | Krasnodar       | Sân vận động Krasnodar                  | 34,291   |
| Krylia Sovetov        | Samara          | Solidarnost Arena                       | 44,918   |
| Lokomotiv Moscow      | Moscow          | Lokomotiv Stadium                       | 27,320   |
| Nizhny Novgorod       | Nizhny Novgorod | Nizhny Novgorod Stadium                 | 44,899   |
| Rostov                | Rostov-on-Don   | Rostov Arena                            | 45,000   |
| Rubin Kazan           | Kazan           | Kazan Arena                             | 45,093   |
| Sochi                 | Sochi           | Sân vận động Olympic Fisht              | 44,287   |
| Spartak Moscow        | Moscow          | Otkrytiye Arena                         | 44,307   |
| Ufa                   | Ufa             | Neftyanik Stadium                       | 15,132   |
| Ural Yekaterinburg    | Yekaterinburg   | Sân vận động Trung tâm                  | 35,696   |
| Zenit Sankt Peterburg | Sankt-Peterburg | Sân vận động Krestovsky (Gazprom Arena) | 67,800   |

## Các kỷ lục
| In đậm | Cầu thủ còn thi đấu |

### Số lần ra sân
| STT | Cầu thủ            | Số lần |
| --- | ------------------ | ------ |
| 1   | Igor Akinfeev      | 568    |
| 2   | Sergei Ignashevich | 489    |
| 3   | Sergei Semak       | 456    |
| 4   | Dmitri Loskov      | 453    |
| 5   | Igor Semshov       | 433    |
| 6   | Artem Dzyuba       | 422    |
| 7   | Vasili Berezutski  | 402    |
| 8   | Ruslan Adzhindzhal | 397    |
| 9   | Igor Lebedenko     | 394    |
| 10  | Valery Yesipov     | 390    |

### Cầu thủ ghi bàn hàng đầu
| STT | Cầu thủ             | Số bàn | Số trận | Tỷ lệ |
| --- | ------------------- | ------ | ------- | ----- |
| 1   | Artem Dzyuba        | 161    | 422     | 0.39  |
| 2   | Oleg Veretennikov   | 143    | 274     | 0.52  |
| 3   | Aleksandr Kerzhakov | 139    | 340     | 0.41  |
| 4   | Dmitri Kirichenko   | 129    | 377     | 0.34  |
| 5   | Dmitri Loskov       | 120    | 453     | 0.26  |
| 6   | Fedor Smolov        | 108    | 323     | 0.34  |
| 7   | Roman Pavlyuchenko  | 104    | 309     | 0.34  |
| 8   | Sergei Semak        | 102    | 456     | 0.22  |
| 9   | Andrey Tikhonov     | 98     | 346     | 0.28  |
| 10  | Igor Semshov        | 98     | 433     | 0.23  |

### Số lần vô địch (cầu thủ)
| 9 lần - Dmitri Ananko (1992–94), (1996–01) |

## Bản quyền truyền hình

### 2020–21 và 2021–22

#### Nga và CIS
| Kênh truyền hình | Tường thuật                    | Ref    |
| ---------------- | ------------------------------ | ------ |
| Match TV         | Trực tiếp 60 trận đấu một mùa  | [ 15 ] |
| Match Premier    | Trực tiếp toàn bộ 240 trận đấu | [ 15 ] |

#### Trên toàn thế giới (ngoại trừ Nga, CIS và Trung Quốc)
Tất cả 240 trận đấu đều được phát sóng trực tiếp trên toàn cầu trên YouTube với đăng ký bắt buộc. Sẽ có hai cấp độ thành viên cho người xem bên ngoài Nga, CIS và Trung Quốc. Cấp độ đầu tiên bao gồm hai trận đấu với bình luận tiếng Anh mỗi ngày và sẽ có mức phí hàng tháng là $ 2,99. Mức thứ hai, với giá 4,99 đô la một tháng, cung cấp cho người đăng ký quyền truy cập vào tất cả tám trận đấu bằng tiếng Nga và hai trận đấu có bình luận bằng tiếng Anh. Trong mùa giải 2018–19, YouTube phát sóng miễn phí bốn trận đấu trực tiếp mỗi tuần (trong tuần 30 trận đấu, phát sóng tất cả tám trận đấu cuối cùng). Từ năm 2020–21, YouTube cũng phát sóng toàn bộ FTA về Siêu cúp trước khi phát sóng giải đấu.
| Quốc gia/Vùng lãnh thổ                                                                    | Đơn vị phát sóng   |        |
| ----------------------------------------------------------------------------------------- | ------------------ | ------ |
| Balkans - Bosna và Hercegovina - Croatia - Montenegro - Bắc Macedonia - Serbia - Slovenia | Sport Klub         |        |
| Brasil                                                                                    | Grupo Bandeirantes |        |
| CIS - Belarus - Kazakhstan - Kyrgyzstan                                                   | Qsport             |        |
| Trung Quốc                                                                                | Tencent QQ         |        |
| Síp                                                                                       | CytaVision         | [ 16 ] |
| Hồng Kông                                                                                 | i-Cable            |        |
| Mỹ Latin                                                                                  | Gol TV             |        |
| Tây Ban Nha                                                                               | LaLigaSportsTV     | [ 17 ] |